# 丰特斯帕尔达
丰特斯帕尔达，是西班牙阿拉贡自治区特鲁埃尔省的一个市镇。总面积39平方公里，总人口355人（2001年），人口密度9人/平方公里。